# Temporada 1979 del Campeonato Mundial de Resistencia
La temporada 1979 del Campeonato Mundial de Resistencia fue la 27ª temporada de las carreras del Campeonato Mundial de Sport Prototipos de la FIA. La FIA presentó el campeonato 1979, que estaba abierto a los turismos de los Grupos 1 y 2, a los gran turismos de los Grupos 3 y 4, ya automóviles de producción especial del Grupo 5. El campeonato se desarrolló entre el 3 de febrero de 1979 y el 16 de septiembre de 1979 y consistió en nueve rondas. Se disputó en dos divisiones de capacidad de motor, más de 2 litros y menos de 2 litros.

## Calendario
| Ronda | Carrera                 | Circuito                            | Lugar                        | Fecha                    |
| ----- | ----------------------- | ----------------------------------- | ---------------------------- | ------------------------ |
| 1     | 24 Horas de Daytona     | Daytona International Speedway      | Daytona, Estados Unidos      | 3 y 4 de febrero de 1979 |
| 2     | 6 Horas de Mugello      | Autódromo Internacional del Mugello | Scarperia, Italia            | 18 de marzo de 1979      |
| 3     | 6 Horas de Dijon        | Dijon-Prenois                       | Dijon, Francia               | 22 de abril de 1979      |
| 4     | 6 Horas de Silverstone  | Circuito de Silverstone             | Silverstone, Reino Unido     | 6 de mayo de 1979        |
| 5     | 1000 km de Nürburgring  | Nürburgring                         | Nürburg, Alemania            | 3 de junio de 1979       |
| 6     | Coppa Florio            | Autódromo de Pergusa                | Pergusa, Italia              | 24 de junio de 1979      |
| 7     | 6 Horas de Watkins Glen | Watkins Glen                        | Watkins Glen, Estados Unidos | 8 de julio de 1979       |
| 8     | 6 Horas de Brands Hatch | Brands Hatch                        | Kent, Reino Unido            | 5 de agosto de 1979      |
| 9     | Trofeo Ignazio Giunti   | Vallelunga                          | Vallelunga, Italia           | 16 de septiembre de 1979 |

Fuente: Motorsport Magazine 

## Resultados

### Puntuaciones
| Posición | 1º | 2º | 3º | 4º | 5º | 6º | 7º | 8º | 9º | 10º |
| Puntos   | 20 | 15 | 12 | 10 | 8  | 6  | 4  | 3  | 2  | 1   |

- Se otorgaron puntos por los lugares ganados por los diez mejores autos en cada división en cada ronda. Sin embargo, solo se otorgaron puntos por el auto más alto de cada marca en cada división y cualquier otro automóvil de esa marca simplemente se omitió en la asignación de puntos.

- Solo los mejores resultados de siete rondas para cada marca en cada división contaron para el campeonato con otros puntos ganados no incluidos en los totales finales. Las carreras que no cuentan se muestran entre paréntesis.

- Algunas rondas también estaban abiertas para autos de otras categorías, sin embargo, estos autos no eran elegibles para obtener puntos por sus respectivas marcas.

### Campeonato de Fabricantes

#### División de más de 2 litros
| \| Pos. \| Fabricante \| DAY \| MUG \| DIJ \| SIL \| NÜR \| PER \| WGL \| BRH \| VAL \| Puntos \| \| ---- \| ---------- \| --- \| --- \| --- \| --- \| --- \| --- \| --- \| --- \| --- \| ------ \| \| 1 \| Porsche \| 1 \| 1 \| 1 \| 1 \| 1 \| 1 \| 1 \| (1) \| (1) \| 140 \| \| 2 \| Ferrari \| 2 \| \| \| \| \| 2 \| \| \| \| 30 \| \| 3 \| De Tomaso \| \| 6 \| \| \| \| \| \| \| \| 6 \| \| 4 \| Triumph \| \| \| \| \| \| \| 7 \| \| \| 4 \| \| 5 \| BMW \| \| \| \| \| \| \| \| 10 \| 10 \| 2 \| \| Pos. \| Fabricante \| DAY \| MUG \| DIJ \| SIL \| NÜR \| PER \| WGL \| BRH \| VAL \| Puntos \| 1. |            |     |     |     |     |     |     |     |     |     |        |
| Pos. | Fabricante | DAY | MUG | DIJ | SIL | NÜR | PER | WGL | BRH | VAL | Puntos |
| 1 | Porsche    | 1   | 1   | 1   | 1   | 1   | 1   | 1   | (1) | (1) | 140    |
| 2 | Ferrari    | 2   |     |     |     |     | 2   |     |     |     | 30     |
| 3 | De Tomaso  |     | 6   |     |     |     |     |     |     |     | 6      |
| 4 | Triumph    |     |     |     |     |     |     | 7   |     |     | 4      |
| 5 | BMW        |     |     |     |     |     |     |     | 10  | 10  | 2      |
| Pos. | Fabricante | DAY | MUG | DIJ | SIL | NÜR | PER | WGL | BRH | VAL | Puntos |

- Datos: Q2741871